# Pseudeuophrys
Pseudeuophrys là một chi nhện trong họ Salticidae.

## Các loài
Chi này có các loài:
- Pseudeuophrys erratica (Walckenaer, 1826)
- Pseudeuophrys iwatensis (Bohdanowicz & Prószyński, 1987)
- Pseudeuophrys lanigera (Simon, 1871)
- Pseudeuophrys nebrodensis Alicata & Cantarella, 2000
- Pseudeuophrys obsoleta (Simon, 1868)
- Pseudeuophrys pallidipes Dobroruka, 2002
- Pseudeuophrys pascualis (O. P.-Cambridge, 1872)
- Pseudeuophrys vafra (Blackwall, 1867)